# 毀滅天使
毀滅天使（英語：destroying angel）是鵝膏菌屬中親緣相近的白色毒菇種類。毀滅天使在不同地緣指的是不同的毒菇：在美國東部，毀滅天使是指北美東部毀滅天使（Amanita bisporigera）；而在美國西部則指赭鵝膏。同樣的名稱，在歐洲指的又是鱗柄白鵝膏。與毒鵝膏相似的是，這些物種都是已知最毒的毒菇，它們含有與毒鵝膏相同的毒傘肽。

## 毒性
北美東部毀滅天使與毒鵝膏是絕大多數毒菇中毒致死的主要物種，其主要的毒性物質為毒傘肽。中毒症狀會在5至24小時才出現，但毒傘肽在這之前就會針對肝臟與腎臟組織造成破壞，且無法逆轉。在中毒者無法及時得到治療的情形下，只要這些毒菇的一半蕈傘就能達到致死劑量。中毒症狀包括嘔吐、痙攣、譫妄、抽搐、腹瀉等。在其中一份研究當中，中毒的受試者分為3組，第一組以「液體與電解質替換、口服活性炭與乳果糖、盤尼西林靜脈注射、並進行血液透析和血液灌流各8小時」治療，第二組以「硫辛酸靜脈注射」治療，第三組以「水飛薊賓靜脈注射」處理，而所有組別都會供應特殊飲食。該實驗結論認為「......在這些例子當中，密集地進行合併療法，可以有效緩解患者中度與重度的毒傘肽中毒。」

## 外部連結
- Amanita bisporigera: the destroying angel （页面存档备份，存于）
- Experience: I nearly died after eating wild mushrooms （页面存档备份，存于） The Guardian 13 November 2010